# Grafonomi
Grafonomi är studiet av ortografi eller skriftsystem.